# Zespół takotsubo
Zespół takotsubo (kardiomiopatia indukowana stresem, kardiomiopatia stresowa, „zespół złamanego serca”, „zespół balotującego koniuszka”, ang. takotsubo syndrome, takotsubo cardiomyopathy, transient apical ballooning, stress-induced cardiomyopathy) – rzadki zespół objawów ostrej niewydolności serca, niemający podłoża miażdżycowego. 
Etiologia zespołu jest słabo poznana, ale wskazuje się na rolę czynników emocjonalnych. Obraz kliniczny zespołu przypomina ostry zespół wieńcowy.

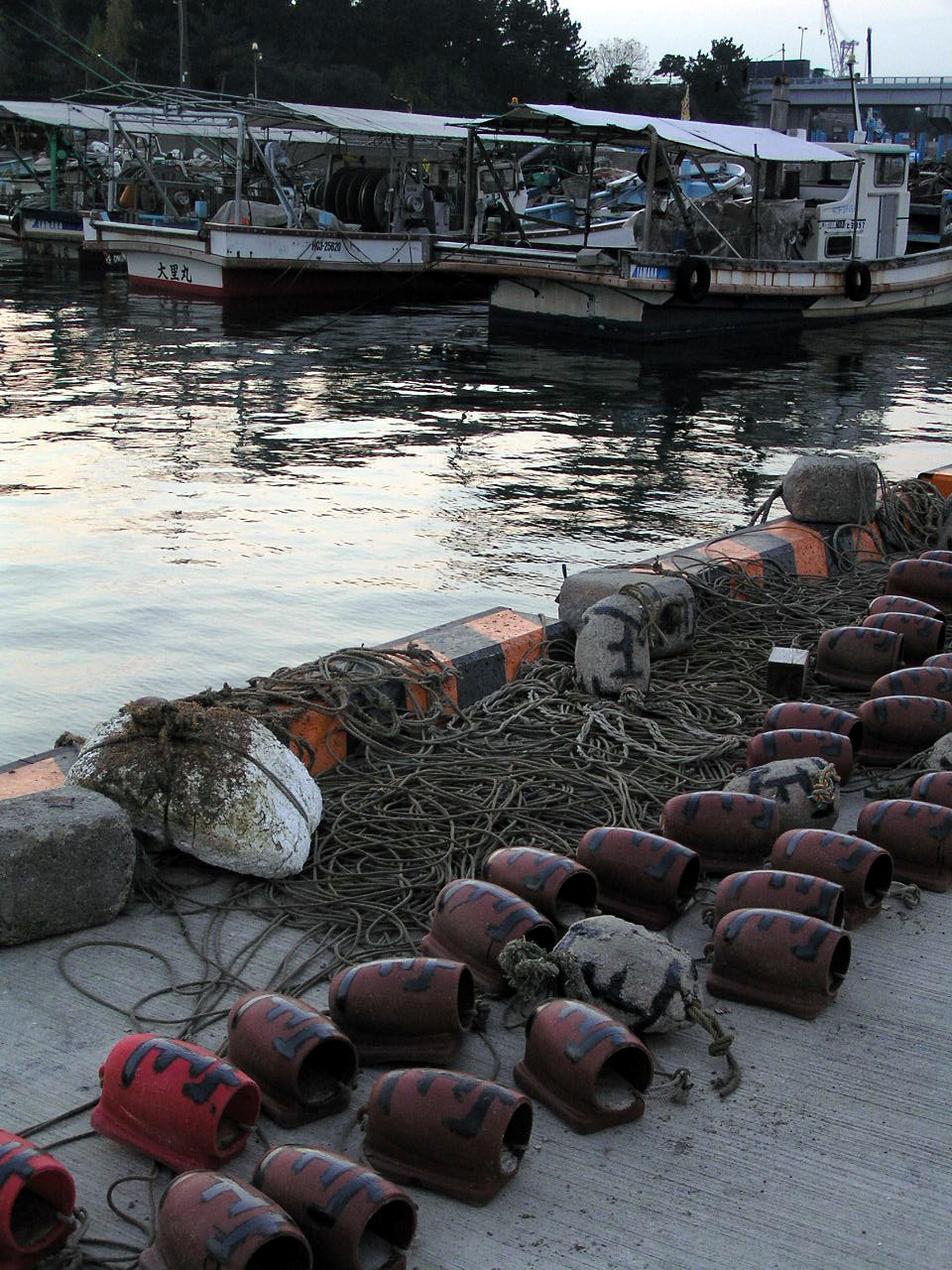
Tako-tsubo (pułapki na ośmiornice) od których pochodzi nazwa zespołu

## Nazwa
Zespół opisał jako pierwszy Hikaru Sato w Japonii w 1990 roku. Tako-tsubo oznacza naczynie z wąska szyjką i szerokim dnem, służące do łowienia ośmiornic. 
Jako że niewydolność ta może mieć związek z silnym czynnikiem emocjonalnym, takim jak, dla przykładu, strata kogoś bliskiego (nie musi to być śmierć tej osoby - zespół takotsubo diagnozowano również u osób po rozstaniu z partnerem, rozwodzie), w literaturze obcojęzycznej ten zespół chorobowy określany jest również mianem zespołu złamanego serca (ang. broken heart syndrome).

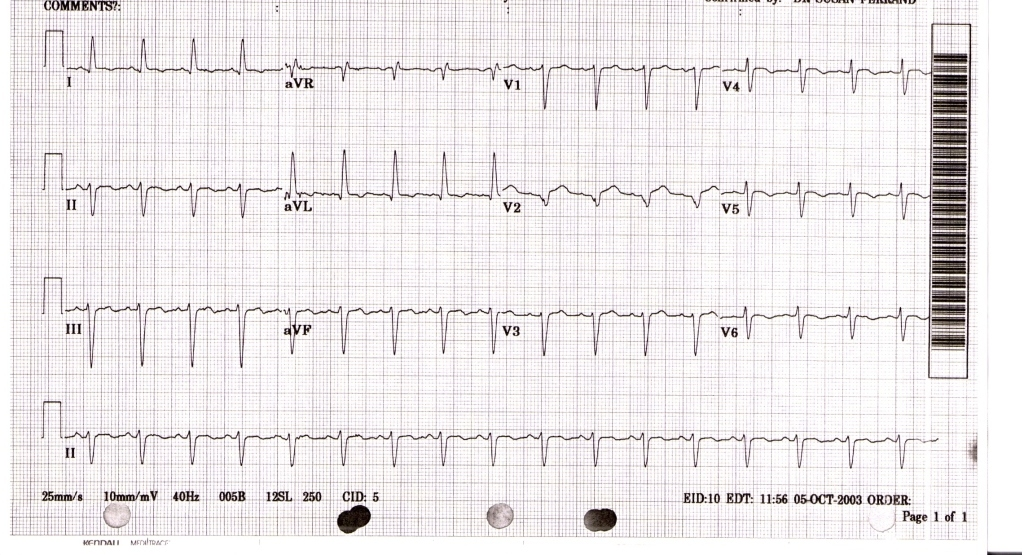
Tachykardia zatokowa i niespecyficzne zmiany odcinka ST i załamków T w EKG u pacjenta z potwierdzonym rozpoznaniem zespołu takotsubo

## Epidemiologia
Pierwsze przypadki zespołu opisywane były w Japonii, ale z czasem okazało się, że występują z taką samą częstością w Stanach Zjednoczonych i Europie. Zespół częściej występuje u kobiet, w 6. i 7. dekadzie życia.

## Objawy i przebieg

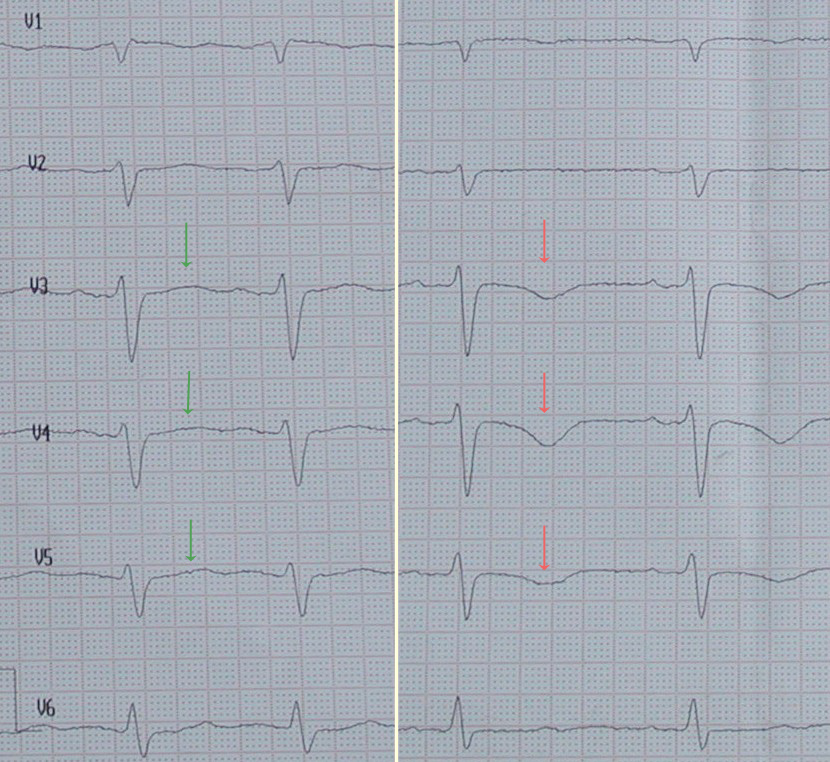
EKG u pacjenta z zespołem takotsubo 4 godziny od wystąpienia bólu wieńcowego; czerwone strzałki wskazują odwrócone załamki T

Klasycznie objawy zespołu występują pod wpływem silnego emocjonalnego wzruszenia, towarzyszącego takim okolicznościom jak otrzymanie wiadomości o śmierci bliskiej osoby, publiczne wystąpienie, wypadek samochodowy. Objawy kliniczne zespołu przypominają ostry zespół wieńcowy; mogą obejmować:
- ból w klatce piersiowej;
- objawy obrzęku płuc;
- objawy wstrząsu kardiogennego
- nagłe zatrzymanie krążenia w mechanizmie migotania komór.

## Rozpoznanie
Według kryteriów rozpoznania zespołu Mayo Clinic pacjent musi spełniać cztery następujące warunki:
1. Przemijająca akineza lub dyskineza koniuszka lewej komory i środkowej części komory, obejmująca obszar unaczynienia więcej niż jednej tętnicy wieńcowej
2. Brak istotnych zwężeń w naczyniach wieńcowych lub angiograficznych cech pęknięcia blaszki miażdżycowej
3. Nowe zmiany w EKG:
  - uniesienie odcinka ST lub
  - ujemne załamki T
4. Należy wykluczyć:
  - przebyty niedawno uraz głowy
  - krwawienie śródczaszkowe
  - guz chromochłonny
  - zapalenie mięśnia sercowego
  - kardiomiopatię przerostową.

## Leczenie i rokowanie
Nie ma wytycznych postępowania w ostrym okresie choroby; proponowano postępowanie według wytycznych dla ostrych zespołów wieńcowych. Rokowanie jest dobre, a do powrotu prawidłowej funkcji skurczowej serca dochodzi w przeciągu 2–3 tygodni.